# Alexander Crum Brown
Alexander Crum Brown, angleški kemik in matematik škotskega rodu, * 26. marec 1838, Edinburg, Anglija, † 28. oktober 1922, Edinburg, Anglija. 
Poleg kemije je študiral še humanistične vede, fiziko in medicino, a se je najbolj uveljavil na področju organske kemije. Verjetno je bil prvi kemik, ki je začel z raziskavami na področju matematične (teoretične) kemije. Odkril je dvojno vez v etenu, po njem pa se imenuje tudi Crum-Brown-Gibsonovo substitucijsko pravilo.

## Življenje

### Zasebno življenje
Alexander Crum Brown je bil rojen na Bellevue Terrace 4 kot edini sin dr. Johna Browna DD in Margaret Fisher Crum. Oče je bil duhovnik v Broughton Place Church na vzhodnem delu New Towna. Imel je polbrata, kasneje priznanega zdravnika in esejista, Johna Browna, saj je bil njegov oče poročen dvakrat. Materin brat, Walter Crum, je bil cenjen kemik in je najverjetneje vplival na Crum Brownovo izbiro kariere v kemiji.
Crum je bil zgodnje nadarjen otrok, že v zelo zgodnjem otroštvu si je rad ogledoval iznajdbe in preučeval različne modele in patente tistega časa. Še pred vstopom v šolo je ustvaril praktično napravo za pletenje, kar je že nakazovalo na njegovo kasnejše zanimanje za vozle in zapletene načine pletenja, kar se vidi tudi v njegovih kasnejših znanstvenih razpravah in ročnih izdelkih. Kasneje naj bi razvijal načine pletenja, kjer se tridimenzionalno prekriva več površin. Med prvo svetovno vojno ga je bilo večkrat možno videti na poti na tramvajih, kjer je pletel nogavice za vojake na bojiščih.
Ni bil znan kot najbolj robusten in športen tip človeka, a vseeno je rad hodil po škotskih višavjih in bil redko bolan. Zgodaj v svoji karieri se je poročil z Jane Bailie Porter, ki je preminila leta 1910, dve leti po njegovi upokojitvi. Ta dogodek je močno zaznamoval njegovih zadnjih dvanajst let življenja, ko se je večinoma zadrževal le še na svojem domu zaradi šibkega zdravja. Njegov intelektualni um je ostal oster do smrti.

### Izobrazba
Pet let se je šolal na Royal High School v Edinburgu, temu pa je sledilo še eno leto izobraževanja v Mill Hill School v Londonu. Leta 1854 je začel svojo univerzitetno izobrazbo na Univerzi v Edinburgu kot študent umetnosti. Imel je najboljše ocene pri kemiji in naravni filozofiji in kot ugleden študent je leta 1858 magistriral iz humanističnih znanosti. Študiral je tudi medicino in leta 1861 postal doktor medicine. Hkrati je diplomiral iz znanosti tudi na Univerzi v Londonu. Kasneje je študiral še kemijo v Nemčiji, sprva na Univerzi v Heidelbergu pod profesorjem Robertom Bunsenom in nato še na Univerzi v Marburgu, kjer ga je poučeval profesor Adolph Wilhelm Hermann Kolbe.

### Smrt
Umrl je mirne smrti 28. oktobra 1922 na svojem domu na Belgrave Crescent 8 v Edinburgu. Pokopan je na Dean Cemetery v Edinburgu.

## Kariera in delo

### Kariera
Leta 1863 mu je bilo dodeljeno mesto dodatnega akademskega predavatelja kemije na Univerzi v Edinburgu. Poučeval je praktično in analizno kemijo v zimskem semestru in kristalografijo v poletnem semestru. Ker je poučeval zelo majhne skupine študentov, mu je ostalo veliko časa tudi za raziskovalno področje v kemiji. Tako se je lahko kmalu prijavil za profesorsko mesto na kemijskem programu Univerze v Edinburgu. Prejel je podporo skoraj vseh uglednih britanskih kemikov tistega časa (Baeyer, Beilstein, Bunsen, Butlerov, Erlenmeyer, Hofmann, Kolbe, Volhard, Wöhler). Znan je bil kot profesor, ki ni znal imeta reda v predavalnici, med študenti pa se ga je prijel vzdevek Crummie. Po besedah njegovih študentov je bil slab predavatelj, vendar so kljub temu imeli radi njegovo nežno in prijazno osebnost. Višji študentje naj bi najbolj uživali v predavanjih organske kemije, kjer se je Crum posvetil le malo tematikam, a te je obdelal zelo natančno in se podal v vsako podrobnost. Njegovi študentje so imeli uspešne kariere v kemiji in nekateri so celo zasloveli na tem področju, npr. James Dewar, David Orme Masson in Prafulla Chandra Ray.
Leta 1864 je bil izvoljen kot član Kraljeve družbe v Edinburgu in deloval v njegovem okviru 44 let, od tega je bil med leti 1905 in 1911 podpredsednik. Leta 1874 je postal predsednik kemijskega oddelka v British Association, pet let kasneje pa še član Kraljeve družbe v Londonu. Bil je tudi predsednik Chemical Society med leti 1891 in 1893. Upokojil se je leta 1908, čeprav je imel glede upokojitve mešane občutke, saj je v svojem delu užival.

### Raziskovalno delo
Alexander Crum Brown je svojim raziskavam največ časa posvetil v zgodnjem obdobju njegove kariere. V svojih delih si je pomagal s filozofijo, predvsem pa je v dela vpletal matematiko. Objavil je mnogo znanstvenih razprav, ki so se dotikale zelo različnih tematik organske in matematične (teoretične) kemije.
Že leta 1861 je v svoji doktorski nalogi razpravljal o teoriji kemijskih kombinacij, kjer je inovativno predstavil sistem vezi med atomi v kemijskih spojinah s kroglicami in palčkami ("ball-and-stick-method"). Namesto kroglic je zapisoval tudi simbole elementov. Njegov način so kmalu v svojem delu uporabili drugi kemiki tistega časa, njegov način zapisovanja spojin pa je identičen današnjim. Njegov način je bil prvi, ki je v organskih molekulah pravilno prikazoval tako valenco kot tudi povezave med posameznimi atomi molekule. Že v tem delu je predstavil svoje življenjsko zanimanje za povezavo med kemijo in matematiko. 1864 je s pomočjo svojega sistema za prikaz različnih molekul objavil razpravo o različnih vrstah izomerizacije, najbolj pa se je osredotočal na fumarno in maleinsko kislino. Istega leta je odkril dvojno vez v molekuli etena, veliko pa je prispeval tudi na področju matematike, fizike, fonetike in farmakologije. Zanimanje je izkazoval še na področju radikalov in tudi na to temo je objavil veliko razprav. 1867 je ciljno razpravljal o pomenu matematike v kemiji.
Po imenovanju za profesorja kemije na Univerzi v Edinburgu je imel manj časa za raziskave in objave razprav. Šele leta 1873 je spet objavil vrsto večletnih razsikav na področju organožveplovih spojin. Njegove raziskave so se podrobneje dotaknile tudi kristalografije, leta 1890 pa se je začel podrobneje ukvarjati tudi z optično aktivnostjo organskih molekul v povezavi z naravo radikala na asimetričnem ogljikovem atomu. Nekaj let kasneje je sodeloval z Johnom Gibsonom, s komer je raziskoval substituirane benzenove obroče in radikale. Po njima se na podlagi teh študij imenuje znano Crum-Brown-Gibsonovo substitucijsko pravilo.
Crum Brown naj bi že vrsto let pred objavami Maxa von Laua, Williama Henryja Bragga in Williama Lawrenca Bragga svojemu nasledniku Jamesu Walkerju omenil, da je patentiral model kristalne strukture natrijevega klorida, kjer je imel vsak klorov atom šest natrijevih sosedov, vsak natrijev pa šest klorovih sosedov. Model kristala NaCl, ki ga je naredil Crum sam iz pletilk in rdečih ter modrih klobčičev volne, hranijo v muzeju Univerze v Edinburghu. Pletilke, s katerimi je pletel in druge njegove pletene izdelke hranijo v več muzejih, saj se je v svojem zanimanju za matematiko lotil zelo zapletenih zank, vzorcev in načinov pletenja. Ustvarjal je geometrijska in kristalografska telesa, naredil jih je s pomočjo usnja, papirja in volne. Poleg svojih stvaritev je zbiral tudi dela drugih znanih znanstvenikov, npr. termodinamični model Jamesa Clerka Maxwella.

### Prepoznavnost
Leta 1884 je umetnik William Brassey Hole skiciral njegov portret, ki je sedaj v lasti galerije Scottish National Portrait Gallery. Od leta 2015 dalje se na pobudo Univerze v Edinburgu po Alexandru Crumu Brownu imenuja ulica v stanovanjskem kompleksu King's Buildings.
Po Alexandru Crumu Brownu in Johnu Gibsonu se imenuje Crum-Brown-Gibsonovo substitucijsko pravilo.